# Crataegus venusta
Crataegus venusta — вид квіткових рослин із родини трояндових (Rosaceae).

## Біоморфологічна характеристика
Це дерево чи кущ 40–70 дм заввишки. Нові гілочки червонувато-зелені, 1-річні зазвичай темно-каштанові; колючки на гілочках ± прямі, 2-річні дуже темні, зазвичай тонкі, 2–5 см. Листки: ніжки листків 25–30% від довжини пластини, рідко сидячо-залозисті; пластини від широко довгастих до яйцюватих, 5–8 см, основа від клиноподібної до широко клиноподібної, часток 0, або 1 або 2 з боків, верхівки часток загострені молодими й тупі пізніше, краї зубчасті, верхівка від гострої до загостреної, знизу жилки рідко довговолосі молодими. Суцвіття 5–8-квіткові. Квітки 15–20 мм у діаметрі; чашолистки вузько трикутні; пиляки від рожевих до пурпуруватих, іноді кремові. Яблука від зеленувато-жовтих до жовтих, іноді червонуваті, ± кулясті, 8–10 мм у діаметрі. Період цвітіння: початок і середина квітня; період плодоношення: вересень — листопад.

## Ареал
Ендемік південного сходу США (Алабама, Флорида, Джорджія, Луїзіана, Міссісіпі, Теннессі, Техас).
Населяє чагарники, лісові прогалини та узлісся; на висотах 20–200 метрів.